# Децим Юний Брут (консул 77 года до н. э.)
Децим Юний Брут (лат. Decimus Iunius Brutus; родился около 120 — умер после 63 гг. до н. э.) — древнеримский политический деятель из плебейского рода Юниев, консул 77 года до н. э.

## Происхождение
Децим Юний принадлежал к плебейскому роду Юниев, первые достоверные известия о котором относятся к концу IV века до н. э. Позже, в I веке до н. э., плебеи Бруты уже претендовали на происхождение от патриция Луция Юния Брута, легендарного основателя Римской Республики, имевшего якобы троянское происхождение. Децим был единственным сыном Децима Юния Брута Каллаика, консула 138 года до н. э., и Клодии, и внуком Марка Юния Брута, консула 178 года до н. э.; его дядя Марк, поднявшийся в своей карьере только до претуры (в 140 году до н. э.) стал родоначальником другой ветви Юниев, к которой принадлежал убийца Гая Юлия Цезаря.
По одной из версий, сестра Децима-младшего была женой Гая Клавдия Марцелла, претора 80 года до н. э. В этом случае племянником Брута был ещё один Гай Клавдий Марцелл, муж сестры Августа.

## Биография
Децим Юний родился приблизительно в 120 году до н. э. Первое, что можно уверенно сказать о политической деятельности Брута, — что в 100 году до н. э. он принял участие в решающей схватке сенатской «партии» со сторонниками народного трибуна Луция Аппулея Сатурнина. Марк Туллий Цицерон, перечисляя аристократов, явившихся к храму Санка, чтобы взять оружие из общественного хранилища, называет и Децима Юния. В последующие годы Брут, по словам Цицерона, «усердно выступал в частных процессах». В промежутке между 94 и 90 годами до н. э. он занимал должность претора, а в 80-е годы, когда шла гражданская война между марианцами и Луцием Корнелием Суллой, встал на сторону последнего.
Вершиной карьеры Децима Юния стал консулат 77 года до н. э., коллегой по которому был патриций Мамерк Эмилий Лепид Ливиан. В это время Испанию охватил очень опасный мятеж Квинта Сертория. Брут отверг предложение возглавить армию, которую планировалось отправить за Пиренеи, а влиятельный сенатор Луций Марций Филипп предложил сделать командующим Помпея, не занимавшего к тому времени ни одной государственной должности. «Когда кто-то с удивлением спросил Филиппа в сенате, неужели он считает нужным облечь Помпея консульскими полномочиями, или, как говорят в Риме, послать его в звании вместо консула, Филипп отвечал: „Нет, вместо обоих консулов“, — желая дать понять этим, что оба тогдашних консула — полнейшие ничтожества».
После консулата Брут почти не упоминается в источниках. Известно, что в 63 году до н. э. он был ещё жив. Его жена Семпрония была участницей заговора Катилины и в отсутствие мужа (последнего тогда не было в Риме) предоставила свой дом для встречи заговорщиков с послами от галльского племени аллоброгов. Предположительно Децим Юний умер вскоре после этого, причём точно известно, что мать его пережила.

## Семья
У Децима Юния был сын, перешедший по усыновлению в патрицианский род Постумиев и носивший после этого имя Децим Юний Брут Альбин. Он был претором в 45 году до н. э., одним из ближайших друзей и убийц Гая Юлия Цезаря. Матерью Децима-младшего могла быть Постумия — сестра жены Сервия Сульпиция Руфа. К 63 году до н. э. Брут был женат на Семпронии; из текста Саллюстия следует, что в этом браке родились по крайней мере двое детей.